# Carlo Carcano
Carlo Carcano (* 26. Februar 1891 in Varese, Italien; † 23. Juni 1965 in Sanremo) war ein italienischer Fußballspieler und -trainer. Er war von 1928 bis 1929 Trainer der italienischen Nationalmannschaft.

## Karriere

### Als Spieler
Carcano spielte während seiner von 1914 bis 1925 andauernden aktiven Karriere bei US Alessandria als Mittelfeldspieler. Er wurde der erste Nationalspieler seiner Mannschaft überhaupt. Carcano debütierte in der Squadra Azzurra am 31. Januar 1915 im Alter von 23 Jahren gegen die Schweiz. Danach unterbrach der Erste Weltkrieg seine Karriere, 1920 bestritt er sein zweites von insgesamt fünf Länderspielen. Sein einziges Tor für Italien erzielte er am 18. Januar 1920 gegen Frankreich.

### Als Trainer
Im Jahr 1924 begann Carcano seine Trainerkarriere bei Valenzana Calcio Ein Jahr später folgte ein kurzer aber erfolgreicher Auftritt bei Internaples, dem Vorläufer der SSC Neapel, mit denen er die Finalspiele der Süditalien-Gruppe der italienischen Meisterschaft erreichte. Am Saisonende kehrte er zur US Alessandria zurück und zeigte dort großen Fußball-Sachverstand: er brachte bedeutende Spieler und sogar zukünftige Weltmeister, wie Elvio Banchero, Giovanni Ferrari oder Luigi Bertolini hervor und führte die piemontesische Mannschaft bis in die Finalgruppe der italienischen Meisterschaft 1928. Zwischen Oktober 1928 und April 1929 war Carcano Nationaltrainer. Er wurde von Vittorio Pozzo abgelöst, der später die Azzurri zu zwei Weltmeistertiteln führen sollte.
Im Jahr 1930 verließ Carcano Alessandria und ging zur damals aufstrebenden Mannschaft von Juventus Turin. Die Juve führte er zwischen 1931 und 1935 zu fünf italienischen Meisterschaften in Folge und ging damit als Trainer der legendären Mannschaft des Quinquennio d’Oro in die Geschichte ein. Zur Weltmeisterschaft 1934 wurde er von Vittorio Pozzo zum Co-Trainer der Nationalmannschaft berufen. Seine erfolgreiche Arbeit bei Juventus und der Nationalmannschaft fand jedoch ein jähes Ende. Am 16. Dezember 1934 wurde Carcano, offiziell aus persönlichen Gründen, entlassen. In Wirklichkeit wurden die Stimmen über seine angebliche Homosexualität immer lauter, so dass er unter dem faschistischen Regime nicht mehr tragbar war. Bis zum Ende des Zweiten Weltkriegs arbeitete er nicht mehr als Trainer.
Nach Kriegsende kehrte Carcano für Inter Mailand in der Saison 1945/46 und im Jahr 1948 auf die Trainerbank zurück.
Carlo Carcano starb im Jahr 1965 im Alter von 74 Jahren in Sanremo.

## Erfolge

### Als Trainer
- italienische Meisterschaft: 1930/31, 1931/32, 1932/33, 1933/34

## Verweise